# Коментиол
Коментиол (лат. Comentiolus, греч. Κομεντίολος , Komentiolos; казнён в 602) — военачальник византийского императора Маврикия (582—602), известный как стратиг, один из самых талантливых военачальников Византии, после смерти Велизария. Сыграл важную роль в балканских войнах Маврикия, и войнах на востоке против персов-сасанидов.
В 602 году был казнён после того, как византийская армия восстала против Маврикия, возбудившего неудовольствие своей бережливостью и попыткой ввести строгие военные преобразования, что привело на трон императора-узурпатора Фоку (602—610).

## Биография
Сведений о его ранней жизни известно немного, известно лишь, что он был родом из Фракии. Можно предполагать, что семья Коментиола происходила из Адрианополя.
На исторической сцене появляется впервые в начале 583 года, как императорский телохранитель (Excubitores), когда он сопровождал византийского посла к кагану авар Баяну I. По словам историка Феофилакта Симокатты, незадолго до славянского нападения Коментиол, находясь в звании скривона, был отправлен с посольством; где он разгневал кагана своими словами и был на короткое время заключён в тюрьму, там его заковали в цепи, и он едва избежал смерти.
На протяжении всей жизни, Коментиол оставался верным императору Маврикию, пользовался его доверием, и император постоянно продвигал своего протеже на важные посты. После победы над славянами началась его полководческая карьера.
В следующем году, после перемирия с аварами, Коментиол был назначен таксиархом полками (τάξεις) тяжёлой пехоты.
Мир, заключённый между Империей и каганом, не распространялся на словен, которые опустошив «большую часть ромейской земли», «будто перелетев, лавиной» подступили к Длинной стене Фракии. Длинные стены Анастасиана были шириной в 3,3 метра и высотой более 5 метров, они были реконструированы ещё императором Анастасием, как внешняя защита от набегов гуннов, славян и болгар. Маврикий принял экстренные меры. Усилив гарнизоны Длинных стен, он сам во главе всех наличных сил вышел из Константинополя. Присутствие императора, вдохновляло воинов. Но сам он не вступил в битву с врагом, передоверив полевое командование Коментиолу. Под предводительством последнего ромеи вышли за Длинные стены. Словене не готовились к битве и были заняты опустошением окрестных земель. Поэтому Коментиол без особого труда «отогнал» их от Стен. Словене отступили немного на запад, к реке Эргиний, недалеко от Длинной стены. Здесь они попытались организовать оборону. Но Коментиол шёл по пятам и «внезапно появился» перед противником. Произошло решающее сражение, в котором словене потерпели поражение. Летом 585 года Коментиол победил значительные силы славян (по словам Феофилакта «учинил великое избиение варваров»). За победу Маврикий в 585 году даровал своему полководцу высшее военное звание военного магистра (Magister militum).
Дав войскам отдых, осенью Коментиол вновь выступил против словен. К этому времени остатки словенского войска вновь разделились на отряды, небезуспешно действовавшие во Фракии. «Огромные полчища» собрались под главенством Ардагаста. Он действовал в отдалении от Длинных стен, в Астике, и не участвовал в битве на реке Эргиний. Опустошение Астики, некогда богатейшей и недоступной «варварам» области Фракии, принесло ему «многочисленных пленных и великолепные трофеи». Проходя с богатой добычей через окрестности Адрианополя, Радогост столкнулся с войском Коментиола. Битва разыгралась ранним утром под стенами крепости Ансин. Коментиол атаковал и с самого начала захватил инициативу. Словене сперва начали отступать, а затем обратились в бегство. Ромейские пленники были освобождены. Преследуя противника, Коментиол выбил Радогоста из Астики. Таким образом, стратиг полностью очистил подступы к Константинополю. Тогда сам Радогост покинул пределы Империи и ушёл в свои земли к северу от Дуная.
По этому случаю, или, возможно, чуть позже (возможно, в 589 году), Коментиол был возведен в высшее придворное звание — патрикия.
В 586 году он возглавил армию в войне с аварами, нарушившими заключённый договор. В 587, он собрал десятитысячную армию у Анхиалуса (современного болгарского города Поморие). Тогда же, подготовил неудачную засаду на аварского кагана в горах Хэм (Haemus).

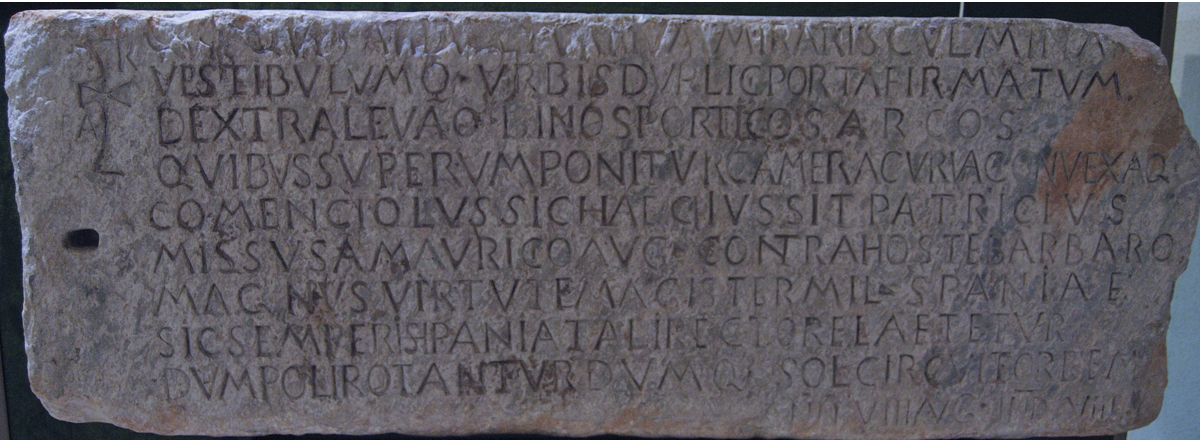
Надпись, прославляющая Коменциола. Картахена. 589/590 год

По некоторым данным около 589 года служил на юге византийской Испании. О нём, по всей вероятности, повествует надпись, датируемая 589/590 и найденная в Испании. Там он назван magister militum Spaniae, прославляется какая-то неизвестная его победа над «врагами-варварами».
В 589 был снова направлен на Восток на замену командующего восточной армией Филиппика (Philippicus) в продолжающейся войне против Сасанидов. Сам Коментиол мужественно сражался с персами и потерял бы жизнь, будучи повержен вместе с конём, если бы один из копьеносцев не посадил его на обозную лошадь и не вывел из сражения. Оставшиеся персы, потеряв всех своих предводителей, обратились в бегство. Его армия победила персов в битве у Сисаврана в Армении, затем безуспешно пыталась вернуть себе Мартирополис (Martyropolis). Коментиол, во время осады Мартирополиса, оставив под этим городом сильный отряд, сам, с несколькими отборными по мужеству людьми, выступил против Оквы, очень твёрдой крепости, лежащей против Мартирополиса на одной отвесной скале противоположного берега, откуда виден был весь город. Осадив её и употребив все усилия, он, при помощи катапульт, разрушил некоторую часть стены и взял крепость приступом.
Осенью 589 года под командованием Коментиола военачальник Ираклий Старший, предположительно, принял участие в битве при Сисарбаноне (неподалёку от Нисибиса). По сообщению Феофилакта, во время сражения Коментиол бежал (возможно, к Феодосиополису — ныне Рас-эль-Айн), после чего Ираклий, принявший на себя командование над оставшимися войсками, одержал вместе с ними победу. Не исключено, однако, что Феофилакт, живший и писавший в царствование Ираклия I, выдумал постыдное бегство Коментиола, пытаясь преувеличить боевые заслуги отца императора Ираклия Старшего. Современник битвы писатель Евагрий Схоластик сообщает, что Коментиол находился в гуще сражения, а Ираклия Старшего вообще не упоминает
Весной 590 года в его штаб-квартиру в Иераполисе, прибыл неожиданный гость: законный персидский царь Хосров II Парвиз (590—628), бежавший в Византию за поддержкой против узурпатора Бахра́ма VI Чубина (590—591). Император Маврикий решил поддержать изгнанного монарха и собрал армию, чтобы восстановить Хосрова на троне. Коментиол первоначально намечался на пост командующего этой армией, но после того, как Хосров Парвиз пожаловался на его неуважительное к себе отношение, он был заменен на военачальника Нарсеса. Коментиол принимал участие в последовавшей кампании в качестве командира правого крыла армии.
Восстановленный на троне персидский шахиншах Хосров II взамен за предоставленную помощь, заключил в Маврикием договор? названный «вечным миром», который положил конец 20-летней войне, и вернул обратно все города потерянные Византией в Месопотамии, а также большую часть Армении. Это позволило Византии сосредоточить силы против аварского и славянских вторжений на Балканы. В 598 Коментиол был снова отправлен для борьбы против аваров, вероятно, с титулом военного магистра (Magister militum).
В 599 авары, разбили Коментиола, его армия была рассеяна, а сам он бежал в Константинополь. Авары подступили к Константинополю, но остановлены были открывшейся в их войске эпидемией. В один день умерло семь сыновей кагана.
В Константинополе Коментиол столкнулся обвинениями в измене, которые были сняты по просьбе самого императора Маврикия, и полководец был вновь утверждён стратигом во Фракии.
Когда в 602 году византийская армия взбунтовалась против Маврикия, Коментиолу была поручена защита стен Константинополя от войск восставших. Когда Фока всё же овладел столицей, Коментиол был одним из первых приверженцев старого режима и оставался верным Маврикию, и в том же году в Константинополе, как сторонник Маврикия был казнён.